# Lluís Enric II de Borbó-Condé
Lluís Enric II de Borbó-Condé, conegut també com Lluís VI de Condé, (París, 13 d'abril de 1756 - Castell de Saint-Leu, Val d'Oise, 1830) fou príncep de Condé i Príncep de sang de França de la Casa de Condé i duc d'Enghien. Fou l'últim representant viu d'aquesta casa principesca francesa.
Era fill del príncep Lluís Josep de Borbó-Condé i de la princesa Carlota de Rohan. Lluís Enric era net per via paterna del príncep Lluís Enric de Borbó-Condé i de la princesa Carolina de Hessen-Rheinfels-Rotenburg.
L'any 1770 contragué matrimoni al Palau de Versalles amb la princesa Bathilde d'Orleans, filla del duc Lluís Felip d'Orleans i de la princesa Lluïsa Enriqueta de Borbó. La parella ostentà el ducat de Borbó. La parella tingué un únic fill: el príncep Lluís Antoni de Borbó, El Duque d'Enghien, nat a París el 1770 i executat a París el 1804. Es casà l'any 1801 amb la princesa Carlota de Rohan. Darrer duc d'Enghien.
La parella aviat observà la seva incompatibilitat. Així, l'any 1780 pràcticament feien vides per separat. El duc de Borbó començà un idil·li públic amb la cantant d'òpera Marguerite Michelot de qui tingué dues filles il·legítimes.
Durant la Revolució Francesa, el duc acompanyà al seu pare a l'exili anglès, sobrevivint d'aquesta forma a una mort segura. No fou fins al període de Napoleó I de França que la família Condé pogué retornar a França recuperant el seu estatus públic i la seva fortuna. Ara bé, l'any 1804, l'emperador decidí executar al príncep Lluís Antoni de Borbó-Condé per la seva presumpta participació en un complot en contra de l'emperador.
Amb la mort del duc d'Enghien l'any 1804 i a conseqüència de la inexistència d'altres hereus masculins, la Casa de Condé acabà definitivament l'any 1830 amb la mort de Lluís Enric. L'any 1829, el príncep redactà un testament en el qual donava 2 milions de francs francesos al baró de Feuchères així com els castells i propietats de Saint-Leu, Taverny, Enghien, Montmorency i Montefontaine amb la condició que construís un orfenat pels fills dels soldats de l'exèrcit Condé i Vendée. La resta de la seva fortuna, més de 66 milions de francs francesos, era cedida al seu nebot i fillol, el príncep Enric d'Orleans, fill del rei Lluís Felip I de França.
L'any 1830 el príncep fou trobat mort a la seva habitació del Castell de Saint-Leu. Malgrat que existien indicis sobre un possible crim comès pel baró de Feuchères, la policia abandonà el cas.